# Čečelovice

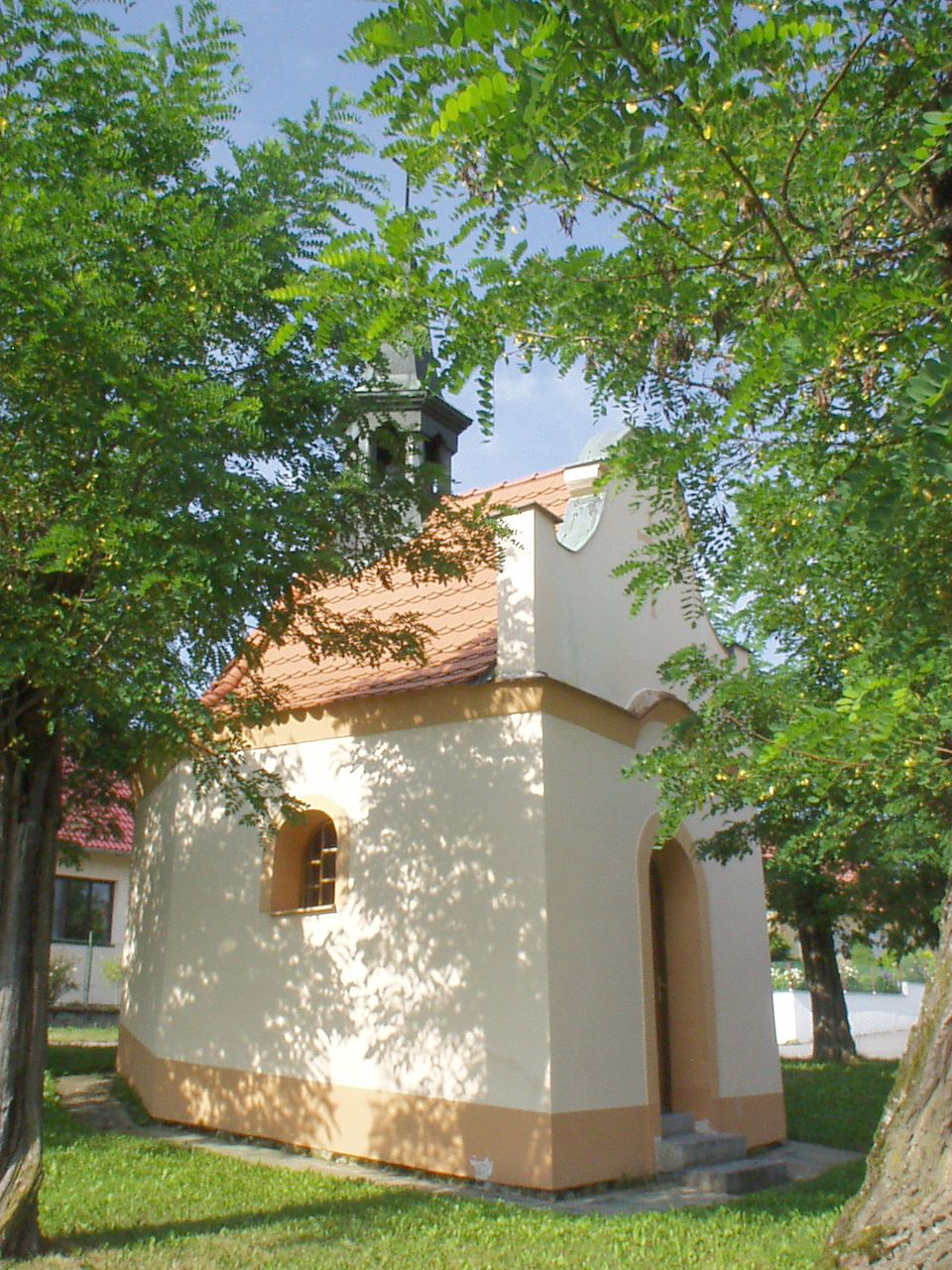
Kapelle

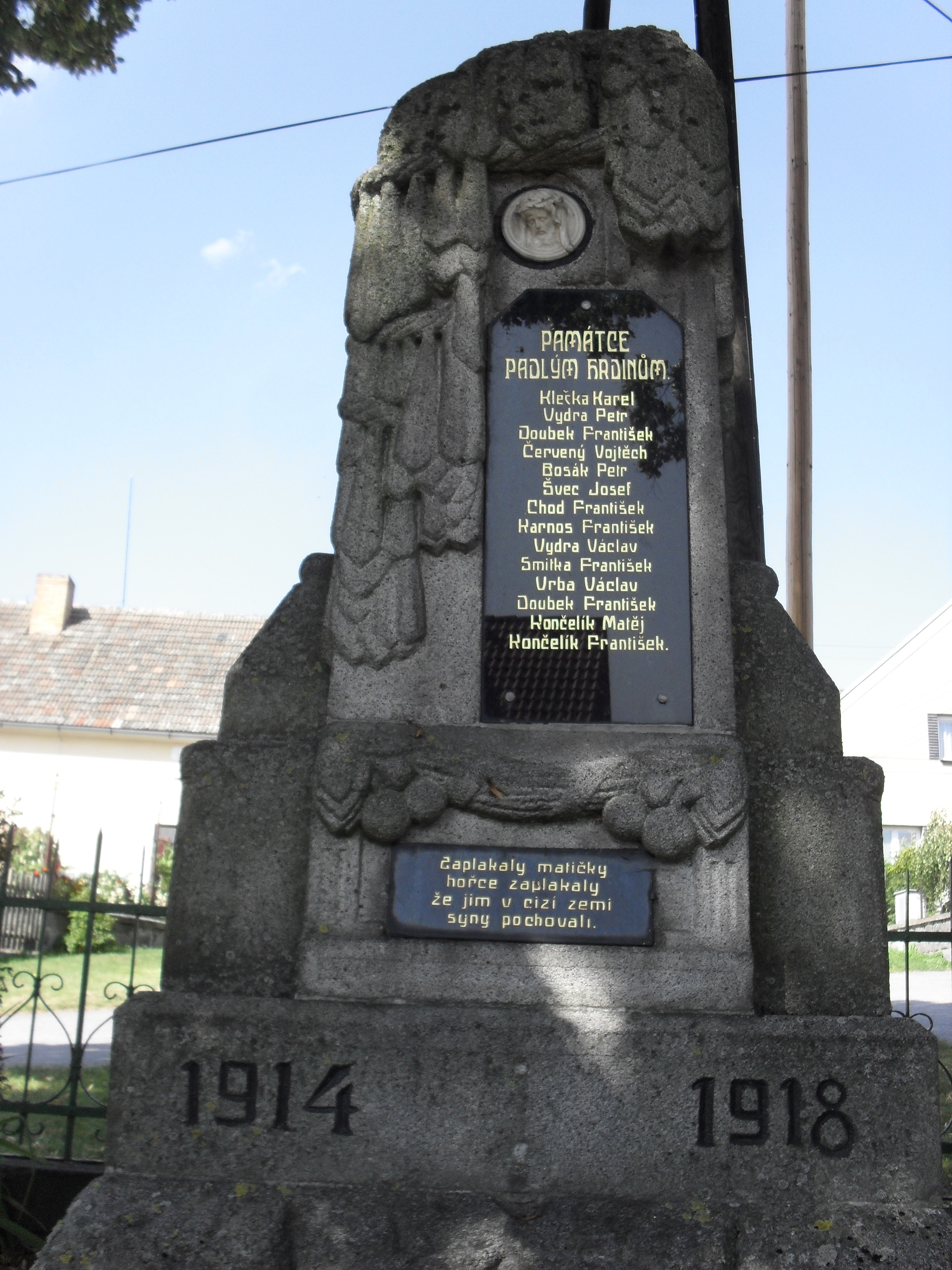
Gedenkstein für die Gefallenen des Ersten Weltkrieges

Čečelovice [ˈt͡ʃɛt͡ʃɛlɔvɪt͡sɛ] (deutsch Tschetschelowitz, früher Čečelowitz) ist eine Gemeinde in Tschechien. Sie liegt neun Kilometer nordöstlich von Horažďovice in Südböhmen und gehört zum Okres Strakonice.

## Geographie

### Geographische Lage
Čečelovice liegt auf einer Kuppe im Hügelland Blatenská pahorkatina. Nördlich entspringt der Bach Horský potok, östlich der Zábořský potok und im Südwesten der Zhůřecký potok. Gegen Norden erstreckt sich ein Teichgebiet mit der Velká Kuš und weiteren kleineren Teichen. Östlich erheben sich die Volyně und Pětnice (587 m), im Südosten der Žďárek (582 m) und westlich der Na Křížku (561 m).

### Gemeindegliederung
Für die Gemeinde Čečelovice sind keine Ortsteile ausgewiesen.

### Nachbargemeinden
Nachbarorte sind Kadov und Vrbno im Norden, Pod Kuší, Mračov und Lažánky im Nordosten, Záboří im Osten, Bratronice und Katovsko im Südosten, Mečichov und Hlupín im Süden, Libučka und Slivonice im Südwesten, Svéradice im Westen sowie Slatina und Lnářský Málkov im Nordwesten.

## Geschichte
Der Überlieferung nach soll Čečelovice im 14. Jahrhundert während eines Aufstandes in der Herrschaft Hoštice von 14 Leibeigenen gegründet worden sein, die sich zwischen den Hügeln Čelova und Čečulky ansiedelten.
Die erste schriftliche Erwähnung des zum Gut Jindřichovice gehörenden Dorfes erfolgte 1412 als Besitz des Vlastěj von Kruh. Seit dem 16. Jahrhundert war Čečelovice zwischen der Herrschaft Hoštice und dem Gut Bratronice geteilt. In der Steuerrolle von 1654 sind für Čečelovice 13 Bauern, sieben Häusler, drei Chalupner und ein Kretschmer aufgeführt. Im Jahre 1735 gab es in dem Dorf 21 Bauernwirtschaften. Im Jahre 1840 bestand Čečelowitz bzw. Čičelowitz aus 51 Häusern mit 355 Einwohnern, darunter auch eine israelitische Familie. Acht Häuser waren dem Gut Bratronitz untertänig. Pfarrort war Zaboř, die Matriken werden seit 1619 geführt. Bis zur Mitte des 19. Jahrhunderts blieb der größte Teil von Čečelowitz der Herrschaft Strahl-Hoschitz samt dem Gut Cuklin untertänig.
Nach der Aufhebung der Patrimonialherrschaften bildete Čečelovice ab 1850 eine Gemeinde in der Bezirkshauptmannschaft und dem Gerichtsbezirk Blatná. Im Jahre 1880 lebten in den 73 Häusern des Dorfes 478 Personen. Zwei Brände im Jahre 1900 bildeten den Anlass, dass 1901 eine Freiwillige Feuerwehr gebildet wurde. Zwischen 1909 und 1910 erfolgte der Bau des Schulhauses, der fünfklassige Volksschulunterricht wurde am 1. Oktober 1910 aufgenommen. Nach dem Ersten Weltkrieg setzte ein Einwohnerrückgang ein. Grund hierfür waren neben den Kriegsfolgen vor allem die Auswanderung nach Nordamerika und Argentinien. Die 1951 begonnenen Bestrebungen zur Kollektivierung der Landwirte waren wenig erfolgreich. 1956 schrieb die Regierung die Landwirte in Čečelovice an und agitierte darin den Nutzen und die Notwendigkeit der sozialistischen Wirtschaft. Im August 1957 schlossen sich 50 Kleinbauern zu einer tschechischen JZD zusammen, nicht aber die 13 großbäuerlichen Wirtschaften. Diese wurden später durch untragbare Abgaben zum Beitritt genötigt. 1958 begann die Elektrifizierung des Dorfes. Nach der Auflösung des Okres Blatná wurde die Gemeinde 1960 dem Okres Strakonice zugeschlagen. Mit Beginn des Schuljahres 1965/66 wurde die Schule geschlossen und die Grundschüler nach Záboří eingeschult. 1974 eröffnete in der ehemaligen Schule ein Kindergarten. 1975 traten die letzten fünf Privatbauern der Genossenschaft bei. Am 1. Jänner 1976 erfolgte die Eingemeindung nach Záboří. Die finanziellen Engpässe in der Großgemeinde führten zu Stagnation und Verfall in Čečelovice. Besonders problematisch waren der Wassermangel und die schlechte Qualität des Grundwassers in den Brunnen. Nach einem Referendum löste sich Čečelovice am 1. Juli 1990 wieder von Záboří los und bildete eine eigene Gemeinde. Seit der Schließung des Kindergartens im Jahre 1999 sind die Klassenräume des Schulhauses ungenutzt. 2002 wurde das Dorf an die Gasversorgung angeschlossen. Im Jahr darauf wurde bei Kuš ein gemeinsames Wasserwerk für Slivonice, Čečelovice und Záboří errichtet sowie die wichtigsten Dorfstraßen asphaltiert. 2004 wurde das Gebäude der Gemeindeverwaltung restauriert. Von den 83 Häusern des Dorfes werden 20 als Feriendomizile genutzt.

## Kultur und Sehenswürdigkeiten
- Kapelle auf dem Dorfplatz
- Denkmal für die Gefallenen des Ersten Weltkrieges auf dem Dorfplatz, errichtet 1920
- Telekommunikations- und Aussichtsturm auf der Pětnice, errichtet 2002, das 35 m hohe Bauwerk besitzt eine Aussichtsplattform in 25 m Höhe
- Hügel Volyně, er gilt als einer der Mittelpunkte Europas, der Triangulationsstein trägt die lateinische Unschrift CR!OPER!ASTR.TRIG.PRO.MENS.CRADMED.EUROPA (abgekürzt für Caesareo Regia OPERatio ASTRonomico - TRIGonometrica PRO MENSura GRADus MEDiae EUROPae 1867[3]). Auf der Volyně befand sich früher ein hölzerner Aussichtsturm.
- Hügel Žďárek mit der Kočičí kamna (Katzenofen), einer Gruppe großer Felsblöcke
- Gedenktafel für Feldwebel Václav Vrba

## Söhne und Töchter der Gemeinde
- Josef Smitka (1888–1957), genannt Pepíka dudáka bzw. Pepíčka z Čečelouc, böhmisches Original. Der Abenteurer, Weltreisende, Wrestler und Fremdenlegionär kehrte nach der Gründung der Tschechoslowakei in die Heimat zurück und zog als Dudelsackpfeifer und Bettler durch das Land
- Václav Vrba (1892–1919), Feldwebel der tschechoslowakischen Italien-Legion, er fiel bei Kämpfen in der Krain